# Podandrogyne chiriquensis
Podandrogyne chiriquensis är en paradisblomsterväxtart som först beskrevs av Standley, och fick sitt nu gällande namn av R. E. Woodson. Podandrogyne chiriquensis ingår i släktet Podandrogyne och familjen paradisblomsterväxter. Inga underarter finns listade i Catalogue of Life.